# Comune di Langeskov
Il Comune di Langeskov, fino al 1º gennaio 2007 è stato un comune danese situato contea di Fionia, il comune aveva una popolazione di 6 417 abitanti (2006) e una superficie di 43 km². Capoluogo era la cittadina di omonima.
Dal 1º gennaio 2007, con l'entrata in vigore della riforma amministrativa, il comune è stato soppresso e accorpato, insieme al comune di Munkebo, al riformato comune di Kerteminde.